# 诺哈尔
诺哈尔（Nohar），是印度拉贾斯坦邦Hanumangarh县的一个城镇。总人口42302（2001年）。

## 人口
该地2001年总人口42302人，其中男性22288人，女性20014人；0—6岁人口6922人，其中男3498人，女3424人；识字率61.24%，其中男性为69.71%，女性为51.80%。